# FBC: Firebreak
FBC: Firebreak est un jeu de tir à la première personne multijoueur développé et édité par Remedy Entertainment sorti le 17 juin 2025 sur Windows, PlayStation 5 et Xbox Series.

## Système de jeu
FBC: Firebreak est un jeu coopératif à trois joueurs où des soldats doivent lutter contre des hordes de pseudo-zombies dans les environnements brutalistes qui caractérisent le sous-univers de Control.

## Développement
Le 17 octobre 2024, durant la Xbox Partner Preview, Remedy dévoile le nom officiel de son prochain jeu, FBC: Firebreak, et partage les premières images du titre,.

### Sortie
Le 24 avril 2025, Remedy annonce la date de sortie de FBC: Firebreak, prévu pour le 17 juin 2025 sur Windows, PlayStation 5 et Xbox Series. Le jeu sera également accessible via les abonnements PlayStation Plus et Xbox Game Pass,. 